# Pilar Pellicer
Pilar Pellicer  (Mexikóváros, 1938. február 12. – Mexikóváros, 2020. május 16.) mexikói színésznő.

## Élete és pályafutása
1938. február 12-én született Mexikóvárosban. Testvére, Pina Pellicer szintén színésznő. Karrierjét 1955-ben kezdte. 1991-ben a Muchachitasban játszott. 1998-ban szerepet kapott a Huracán című sorozatban. 2010-ben Eva szerepét játszotta a Marichuy – A szerelem diadala című sorozatban.

## Filmográfia

### Telenovellák
- A Macska (La gata) (2014).... Doña Rita Orea Pérez
- Marichuy – A szerelem diadala (Triunfo del amor) (2010).... Eva Grez
- A mostoha (La madrasta) (2005).... Sonia
- Sin pecado concebido (2001).... Loló de la Bárcena
- Első szerelem (Primer amor... a mil por hora) (2000).... La Chonta
- Huracán (1998).... Tía Ada Vargaslugo
- Muchachitas (1991).... Martha Sánchez-Zúniga de Cantú
- La trampa (1988).... Emma
- El camino secreto (1986).... Yolanda
- Pacto de amor (1977) .... Blanca
- Lo imperdonable (1975).... Adriana
- El chofer (1974).... Silvia
- El carruaje (1972).... María, esposa del general Pedro José Méndez
- La Constitución (1970).... Rosaura
- La tormenta (1967).... Julia Cervantes
- Dicha robada (1967).... La Choca
- Honraras a los tuyos (1959)

### Sorozatok
- Como dice el dicho (2012).... Dalia. (Epizód: "Me he de comer esa tuna")
- Mujeres Asesinas 3 (2010) (Epizód: "Las Cotuchas, empresarias") .... Amparo Quezada
- La rosa de guadalupe (2008) ....
- Lucrecia .... El juramento
- Bertha .... De eso no se habla
- Mujer casos de la vida real (2005).... különböző epizódok

### Filmek
- De este mundo (2010)
- Campo de ortiga (1998)
- ¿Que hora es? (1996)
- Marea suave (1992)
- Playa azul (1992)
- Un asesino anda suelto (1991)
- Amor a la vuelta de la esquina (1986)
- Cuentos de madrugada (1985)
- Dulce espíritu (1985)
- Showdown at Eagle Gap (1982)
- Estos zorros locos, locos, locos (1981).... Esposa de Francisco
- Con la muerte en ancas (1980).... Madre de Casey
- Rigo es amor (1980).... La tulipana
- Cadena perpetua(1979).... Mujer de pantoja
- Tres mujeres en la hoguera (1979)... Mané
- Las golfas del talón (1979)
- Los amantes fríos (1978).... Jacinta
- El mexicano (1977)
- Balún Canán (1977)
- Las poquianchis (1976)... Santa
- La Choca (1974).... La Choca
- El festin de la loba (1972)...
- Manuel Saldivar, el extraño (1972)
- Los perturbados (1972)... Episodio: "La búsqueda"
- Una mujer honesta (1972)
- Siempre hay una primera vez (1971)... Isabel
- El mundo de los muertos (1970)...
- ¿Porque nací mujer? (1970).... Josefa
- La trinchera (1969)...
- Santa (1969)...
- Las visitaciones del diablo (1968)... Paloma
- Las pistolas del infierno (1968)... Lydia Yearby
- Los amigos (1968)
- The bandits (1968)
- Pedro páramo (1968)... Susana San Juan
- Tajimara (1965)... Cecilia
- El gángster (1965)... (sin acreditar)
- Quinceañera (1960)... Olivia
- Escuela de verano (1959)... Magdalena
- Nazarín (1959)... Lucía
- La vida de Agustín Lara (1959)
- El vendedor de muñecas (1955)